# Переворот в Румынии (1864)
Переворо́т 1864 го́да в Соединённых кня́жествах Молда́вии и Вала́хии (рум. Lovitura de stat de la 2 mai 1864 din Principatele Unite ale Țării Românești și Moldovei)— события мая-июля 1864 года в Соединённых княжествах Молдавии и Валахии, которые привели к смене власти в государстве. Смене власти предшествовала борьба домнитора княжества Александру Кузы с «непослушным» парламентом — Национальным собранием.
После возникновения Румынии в стране сохранялась крайне нестабильная ситуация в связи с аграрной проблемой. По всему государству происходили крестьянские восстания, крупнейшим из которых стал поход Ницы Малайреу и его сторонников на Бухарест. Крестьянам не хватало земельных наделов, к тому же они платили высокие налоги боярам и отрабатывали барщину.
Александру Куза надеялся улучшить ситуацию в стране путём реформ «сверху». Он провёл секуляризацию монастырских земель и дважды пытался отменить барщину и урезать земли помещиков, но основу парламента составляли бояре. В связи с этим часть его реформ не была одобрена в Национальном собрании, а ещё часть стали половинчатыми.
В такой ситуации Александру Куза 14 мая распустил парламент. После роспуска парламента он провёл референдум по избирательной реформе. В итоге был снижен имущественный и возрастной ценз избирателей до 48 лей налога и 21 лет соответственно. Таким образом, право голоса приобрела часть крестьян, рабочих и предпринимателей. На выборах в Национальное собрание II созыва победили сторонники домнитора. При поддержке нового парламента Куза провёл череду необходимых ему реформ.
На западе действия Александру Кузы были расценены как государственный переворот. Российская империя, Франция и Пруссия осудили действия домнитора, расценив их как государственный переворот. Ситуация вокруг Румынии обострилась, Кузу обвинили в нарушении основных положений Парижской конвенции, принятой на Парижской конференции 1858 года. Для налаживания отношений домнитор выехал в Стамбул, где 28 июля были проведены переговоры с турецким султаном. В итоге вассальное Османской империи княжество добилось большей автономии и права самостоятельно решать свои внутренние дела.
Внутри Соединённых княжеств бояре сформировали консервативную «Чудовищную коалицию», которая боролась с домнитором. В 1866 году сторонники этой коалиции провели новый переворот, приведя к власти Кароля I.